# CJB JOY FM
CJB JOY FM은 청주방송에서 운영하는 라디오 채널이다. 1998년 8월 FM 라디오 방송 허가를 신청하여 1999년 1월 방송을 허가받고 2001년 9월 26일 FM 라디오 방송을 개국하였다. 개국 후 10년 동안은 청주권에서만 청취할 수 있었으나 2011년 12월 14일 수요일 가엽산에 FM 중계 시설이 준공되어 충주와 음성 등 북부권 지역에서, 2013년 8월 23일 금요일 제천 용두산에 FM중계시설이 준공되면서 제천과 단양 지역에서도 방송을 청취할 수 있게 되었다. FM 라디오 방송인 JOY FM 1개채널을 운영중이며, 청주권과 충북 북부 지역, 경기 남동부 일부를 가청권역으로서 방송중이다.

## 프로그램
JOY FM에서 방송중인 프로그램은 다음과 같다.
- 새벽을 여는 친구 (매일 1시간)
- 굿모닝 JOY FM (매일 1시간)
- 최지현의 11시엔 OST (매일 1시간)
- 길원득의 음악앨범 (매일 2시간)
- CJB 라디오살롱 (매일 2시간)

## 방송 송출 시설망
| CJB JOY FM    | CJB JOY FM | CJB JOY FM | CJB JOY FM | CJB JOY FM                       | CJB JOY FM |
| 송신소        | 주파수     | 출력       | 호출부호   | 송신소 위치                      |            |
| ------------- | ---------- | ---------- | ---------- | -------------------------------- | ---------- |
| 우암산 송신소 | FM 101.5㎒ | 3㎾        | HLDR-FM    | 충북 청주시 상당구 수동 산2-4    |            |
| 가엽산 중계소 | FM 97.9㎒  | 500W       | HLDR-FM    | 충북 음성군 음성읍 용산리 산11-4 |            |
| 용두산 중계소 | FM 102.7㎒ | 100W       | HLDR-FM    | 충북 제천시 신월동 산39-30       |            |

## 라디오 주파수 멘트
- FM 101.5㎒, 97.9㎒, 102.7㎒ CJB JOY FM입니다. HLDR (광고,CJB JOY FM 로고송 후 시보)
- FM 101.5㎒, 97.9㎒, 102.7㎒ CJB JOY FM입니다. HLDR (밝은세상 좋은친구 JOY FM 후 시보) - 오후~새벽시간대

## 라디오 시보 멘트
- 여러분의 CJB JOY FM이 ○○시를 알려드립니다.
- 광고 후 ○○시를 알려드립니다.

## 라디오 로고송
- 언제나 그대 가까이 곁에 있어요 나만의 소중한 그대 미소를 지어봐요 우리들의 사랑을 만들어요 꿈을 이뤄가요 그대가 좋아요 기쁨이 있어요 밝은세상 좋은 친구 JOY FM(긴 버전)
- 밝은세상 좋은친구 JOY FM (짧은 버전, 방송시작 때와 무광고 시보에서 사용됨.)
- 그대와 함께해 지금 이 순간 곁에 있을게요 JOY FM
- 나누는 사랑, 더하는 행복 CJB~ (TV 로고송, 현재 무광고 시보에서 사용함.)

## 제공 시보
- 웰빙푸드
- 둘둘콜 대리운전
- 포드링컨자동차

## 직원 현황(2025년 기준)
- 아나운서 - 최지현, 황수동, 연규옥, 최혜윤, 정승조

## 같이 보기
- 청주방송